# Ключ 182
Ключ 182 (трад. 風, упр. 风) — ключ Канси со значением «ветер»; один из 11, состоящих из девяти штрихов.
В словаре Канси есть 182 символа (из 49 030), которые можно найти под этим радикалом.
В даосской космологии 風 (ветер) является природным компонентом диаграммы Ба гуа 巽 Xùn.

## История
Древняя идеограмма восходит корнями к древней пиктограмме «насекомое».
Самостоятельно и в сочетании с другими иероглифами в зависимости от контекста может иметь множество значений: «овевать», «объявлять», «обычаи», «нравы», «стиль», «манера», «способ» и др.
В качестве ключа иероглиф используется редко.

Вид ключа в малой печати Чжуаньшу

В словарях находится под номером 182.

## Примеры иероглифов
| Доп. штрихи | Традиционные                     | Упрощенные |
| ----------- | -------------------------------- | ---------- |
| 0           | 風                               | 风         |
| 2           | 䫸                               |            |
| 3           | 䫹 颩 颪                         | 飏         |
| 4           | 䫺 䫻 䫼 䫽 颫 颬                |            |
| 5           | 䫾 䫿 䬀 䬁 䬂 䬃 颭 颮 颯 颰 颱 | 飐 飑 飒   |
| 6           | 䬄 䬅 颲 颳                      |            |
| 7           | 䬆 䬇 䬈 䬉 䬊 颴 颵             |            |
| 8           | 䬋 䬌 䬍 䬎 䬏 䬐 颶 颷          | 飓         |
| 9           | 䬑 䬒 䬓 䬔 䬕 䬖 䬗 颸 颹 颺    | 飔 飖      |
| 10          | 䬘 䬙 䬚 颻 颼 颽 颾 颿 飀       | 飕 飗      |
| 11          | 䬛 䬜 飁 飂 飃 飄                | 飘         |
| 12          | 䬝 飅 飆 飇 飈 飉 飊             | 飙 飚      |
| 13          | 飋                               |            |
| 14          | 䬞                               |            |
| 15          | 䬟                               |            |
| 18          | 飌 飍                            |            |

- Примечание: Ваш браузер может отображать иероглифы неправильно.